# كيرستن هيسلغرين
كيرستن هيسلغرين (14 يناير 1872 - 19 أغسطس 1962) سياسية سويدية سابقة. كانت كيرستن هيسلغرين أول امرأة تنتخب في المجلس الأعلى بالبرلمان السويدي بعد أن أعطيت النساء الحق في التصويت عام 1921 انتخبت باقتراح من الليبراليين وبتأييد من الاشتراكيين الديمقراطيين.

## السيرة الشخصية
ولدت هيسلغرين في بلدة تورساكر في مقاطعة غاستريكلاند، وكانت الطفلة الأكبر بين ستة أطفال للطبيب غوستاف ألفريد هيسلغرين وماريا مارغريتا ويرن.
تلقت تعليمها في المنزل على يد مربية ومن ثم في مدرسة للبنات في سويسرا. في عام 1895، تخرجت في مجال الرعاية الصحية في أوبسالا في عام 1896. في العام التالي قادت مدرسة العلوم المنزلية في ستوكهولم. في العام الدراسي 1904-1905، أخذت إجازة من عملها والتحقت بتخصص التفتيش الصحي في كلية بيدفورد في لندن، وتركت الكلية ووظيفتها عام 1906. 

### بداياتها الوظيفية
عملت كيرستن هيسلغرين كمفتشة صحية في ستوكهولم بين عامي 1912 و1934 ومفتشة مطبخ المدرسة بين 1909 و1934.
كانت هيسلغرين تود أن تصبح طبيبة، إلا أن تكوينها الضعيف حال دون ذلك حيث اعتبرت غير مؤهلة لهذه المهنة. لذا قامت بالتعلم الذاتي لمهنة التفتيش الصحي، كي تركز على خلق ظروف صحية أفضل من خلال التفتيش وتحسين الظروف المعيشية في العاصمة، والتي كانت في ذلك الوقت سيئة للطبقات العاملة. خلال عملها، تمكنت من إحداث تحسينات، مما جعلها تحظى بالاحترام في الدوائر السياسية.
كانت رئيسة جمعية معلمي المدارس السويدية بين 1906 و1913 ومديرة إدارة تفتيش بيئة عمل المرأة من عام 1913 إلى عام 1934.
في يوليو 1925، حضرت وتحدثت هيسليغرين في المؤتمر الدولي الأول للمرأة في العلوم والصناعة والتجارة الذي عقد في لندن، ونظمته كارولين هاسليت وجمعية الهندسة النسائية البريطانية.
من عام 1906 فصاعدًا، شغلت عددًا من المناصب السياسية.

### سياسية
أعطيت هيسليغرين على جائزة «إليس كووروم» في عام 1918، وفي 1921 أصبحت واحدة من أول خمس نساء ينتخبن لعضوية البرلمان السويدي بعد أن حظيت النساء بحق التصويت. بينما انتخبت نيلي ثورينغ (الحزب الاشتراكي الديمقراطي)، أغدا أوستلند (الحزب الاشتراكي الديمقراطي) اليزابيث تام (ليبرالية) وبيرثا ويلين (محافظة) للمجلس الأسفل من البرلمان، انتخبت هيسليغرين وحدها للمجلس الأعلى. كانت ليبرالية في 1922-1923 و1937-1944 ومستقلة في 1923-1937. إلا أنها لم ترتبط بأي حزب حتى 1934 لأنها كانت منتخبة بدعم من حزبين.
شغلت منصب نائب رئيس لجنة التشريع الثانية في البرلمان في 1939-1944، وكانت المرأة الأولى في هذا المنصب في السويد.
اعتبرت كيرستن هيسلغرين متحدثة باسم النساء في المجلس العلوي، كونها المرأة الأولى في البرلمان. كانت هيسلغرين نشطة في قضايا النوع الاجتماعي والقضايا الاجتماعية، حيث عملت على المساواة في الحق بتبوء المناصب السياسية والمساواة بالأجور بين الجنسين، ومن أجل تقنين التثقيف الجنسي وتحديد النسل ولتخفيف عقوبة الإجهاض. كانت معروفة جيدًا وأثارت الكثير من الاهتمام لهذه القضايا. استلهمت العديد من أفكارها من معلمتها السياسية إميليا برومي.
توفيت هيسلغرين في ستوكهولم عن عمر يناهز 90 عامًا. أسست جامعة جوتنبرج مقعد أستاذية زائرة باسمها تُمنح للباحثات المتميزات في العلوم الاجتماعية أو العلوم الإنسانية.